# 利亚内拉德拉内斯
利亚内拉德拉内斯，是西班牙巴伦西亚自治区巴伦西亚省的一个市镇。总面积9平方公里，总人口1038人（2001年），人口密度115人/平方公里。